# Escrime aux Jeux olympiques d'été de 2020
 (octobre 2022).
Si vous disposez d'ouvrages ou d'articles de référence ou si vous connaissez des sites web de qualité traitant du thème abordé ici, merci de compléter l'article en donnant les références utiles à sa vérifiabilité et en les liant à la section « Notes et références ».
Navigation
Rio de Janeiro 2016 Paris 2024
Les épreuves d'escrime aux Jeux olympiques d'été de 2020 se déroulent à la Makuhari Messe de Tokyo. Initialement prévu du 25 juillet au 2 août 2020, les épreuves subissent le report des Jeux en 2021 en raison de la pandémie de Covid-19 et sont reprogrammées du 24 juillet au 1er août 2021.
Pour la première fois, un programme complet de douze épreuves aura lieu.

## Calendrier
| Pictogramme Escrime | Pictogramme Escrime | Pictogramme Escrime | 2      | 2      | 2      | 1      | 1      | 1      | 1      | 1      | 1      |
| Épée individuelle   | Épée individuelle   | Épée individuelle   | Femmes | Hommes |        |        |        |        |        |        |        |
| Fleuret individuel  | Fleuret individuel  | Fleuret individuel  |        | Femmes | Hommes |        |        |        |        |        |        |
| Sabre individuel    | Sabre individuel    | Sabre individuel    | Hommes |        | Femmes |        |        |        |        |        |        |
| Épée par équipes    | Épée par équipes    | Épée par équipes    |        |        |        | Femmes |        |        | Hommes |        |        |
| Fleuret par équipes | Fleuret par équipes | Fleuret par équipes |        |        |        |        |        | Femmes |        |        | Hommes |
| Sabre par équipes   | Sabre par équipes   | Sabre par équipes   |        |        |        |        | Hommes |        |        | Femmes |        |

|  | Jour de finale |

## Identité visuelle
Afin de donner plus de visibilité à l'escrime lors de ces Jeux olympiques, la Fédération internationale d'escrime a utilisé un logo « Tokyo loves fencing », décliné en plusieurs couleurs.

Logos « Tokyo loves fencing »

## Qualifications
Comme en 2016, le quota complet de qualifiés est de 212 escrimeurs. Le système de qualification demeure semblable, à quelques détails près, à celui des éditions précédentes. Le mode de qualification par équipes domine toujours. Huit équipes de trois sont qualifiées pour chaque tournoi par équipes, et les membres qui la composent disputent également l'épreuve individuelle. Puisqu'il n'existe plus d'épreuve individuelle seule, ce mode de qualification est généralisé à toutes les épreuves. Pour chaque épreuve individuelle, ce sont donc 24 tireurs ou tireuses qualifié(e)s par le biais de leur classement par équipe et seulement 10 qualifié(e)s par le biais de leur classement individuel qui participent : les deux mieux classés des zones Europe et Asie-Océanie et le ou la mieux classé(e) des zones Afrique et Amérique (pour cette dernière, c'est un de moins qu'en 2016), ainsi que les vainqueurs de chaque tournoi de qualification olympique organisé par zone. En plus de ces 34 athlètes minimum par épreuve individuelle, le pays organisateur dispose de 8 places qu'il peut répartir à sa guise dans la limite de 3 (une équipe complète) tireurs par épreuve individuelle. S'il choisit de qualifier 3 tireurs, ils participent également à l'épreuve par équipes. Dans le cas contraire, ils disputent uniquement la compétition individuelle.

## Résultats

### Podiums masculins
| Épreuves                                | Or                                                                      | Argent                                                                       | Bronze                                                                     |
| --------------------------------------- | ----------------------------------------------------------------------- | ---------------------------------------------------------------------------- | -------------------------------------------------------------------------- |
| Épée individuelle résultats détaillés   | Romain Cannone (FRA)                                                    | Gergely Siklósi (HUN)                                                        | Ihor Reizlin (UKR)                                                         |
| Épée par équipes résultats détaillés    | Japon- Koki Kanō - Kazuyasu Minobe - Satoru Uyama - Masaru Yamada       | ROC- Sergey Bida - Nikita Glazkov - Sergey Khodos - Pavel Sukhov             | Corée du Sud- Kweon Young-jun - Ma Se-geon - Park Sang-young - Song Jae-ho |
| Fleuret individuel résultats détaillés  | Cheung Ka Long (HKG)                                                    | Daniele Garozzo (ITA)                                                        | Alexander Choupenitch (CZE)                                                |
| Fleuret par équipes résultats détaillés | France- Enzo Lefort - Erwann Le Péchoux - Julien Mertine - Maxime Pauty | ROC- Anton Borodachev - Kirill Borodachev - Vladislav Mylnikov - Timur Safin | États-Unis- Race Imboden Nick Itkin Alexander Massialas Gerek Meinhardt    |
| Sabre individuel résultats détaillés    | Áron Szilágyi (HUN)                                                     | Luigi Samele (ITA)                                                           | Kim Jung-hwan (KOR)                                                        |
| Sabre par équipes résultats détaillés   | Corée du Sud- Gu Bon-gil Kim Jun-ho Kim Jung-hwan Oh Sang-uk            | Italie- Enrico Berrè Luca Curatoli Aldo Montano Luigi Samele                 | Hongrie- Tamás Decsi Csanád Gémesi András Szatmári Áron Szilágyi           |

### Podiums féminins
| Épreuves                                | Or                                                                              | Argent                                                            | Bronze                                                                   |
| --------------------------------------- | ------------------------------------------------------------------------------- | ----------------------------------------------------------------- | ------------------------------------------------------------------------ |
| Épée individuelle résultats détaillés   | Sun Yiwen (CHN)                                                                 | Ana Maria Popescu (ROU)                                           | Katrina Lehis (EST)                                                      |
| Épée par équipes résultats détaillés    | Estonie- Julia Beljajeva Irina Embrich Erika Kirpu Katrina Lehis                | Corée du Sud- Choi In-jeong Kang Young-mi Lee Hye-in Song Se-ra   | Italie- Rossella Fiamingo Federica Isola Mara Navarria Alberta Santuccio |
| Fleuret individuel résultats détaillés  | Lee Kiefer (USA)                                                                | Inna Deriglazova (ROC)                                            | Larisa Korobeynikova (ROC)                                               |
| Fleuret par équipes résultats détaillés | ROC- Marta Martyanova Larisa Korobeynikova Adelina Zagidullina Inna Deriglazova | France- Ysaora Thibus Anita Blaze Pauline Ranvier Astrid Guyart   | Italie- Martina Batini Erica Cipressa Arianna Errigo Alice Volpi         |
| Sabre individuel résultats détaillés    | Sofia Pozdniakova (ROC)                                                         | Sofia Velikaïa (ROC)                                              | Manon Brunet (FRA)                                                       |
| Sabre par équipes résultats détaillés   | ROC- Olga Nikitina Sofia Pozdniakova Sofia Velikaïa                             | France- Sara Balzer Cécilia Berder Manon Brunet Charlotte Lembach | Corée du Sud- Choi Soo-yeon Kim Ji-yeon Seo Ji-yeon Yoon Ji-su           |

### Tableau des médailles
- Pays organisateur ( Japon)

| Rang  | Nation       | Or | Argent | Bronze | Total |
| ----- | ------------ | -- | ------ | ------ | ----- |
| 1     | ROC          | 3  | 4      | 1      | 8     |
| 2     | France       | 2  | 2      | 1      | 5     |
| 3     | Corée du Sud | 1  | 1      | 3      | 5     |
| 4     | Hongrie      | 1  | 1      | 1      | 3     |
| 5     | Estonie      | 1  | 0      | 1      | 2     |
| 5     | États-Unis   | 1  | 0      | 1      | 2     |
| 7     | Chine        | 1  | 0      | 0      | 1     |
| 7     | Hong Kong    | 1  | 0      | 0      | 1     |
| 7     | Japon        | 1  | 0      | 0      | 1     |
| 10    | Italie       | 0  | 3      | 2      | 5     |
| 11    | Roumanie     | 0  | 1      | 0      | 1     |
| 12    | Tchéquie     | 0  | 0      | 1      | 1     |
| 12    | Ukraine      | 0  | 0      | 1      | 1     |
| Total | Total        | 12 | 12     | 12     | 36    |